# Peter Winzen

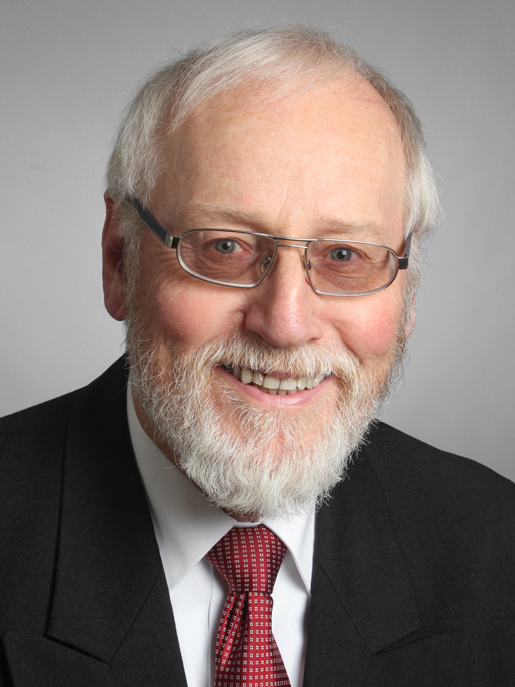
Peter Winzen (2013)

Peter Heinrich Mathias Winzen (* 23. Juni 1943 in Parsberg/Oberpfalz) ist ein deutscher Historiker.

## Leben
Nach dem Abitur 1963 studierte Winzen Geschichte, Anglistik und Politische Wissenschaften an den Universitäten Heidelberg, München und Köln, wo er 1969 das Staatsexamen ablegte. Noch im gleichen Jahr erhielt er ein Promotionsstipendium der Konrad-Adenauer-Stiftung (bis 1972). 1973 wurde er an der Universität zu Köln (Doktorvater: Theodor Schieder) promoviert. 1974/75 wirkte er als Leverhulme Fellow an der Universität East Anglia/Norwich als Gastprofessor. Zwischen 1976 und 1998 arbeitete er im höheren Schuldienst (Dietrich-Bonhoeffer-Gymnasium Bergisch Gladbach). Seit 1977 ist er Rezensent für die Historische Zeitschrift. Bis 2003 nahm er einen Lehrauftrag für Didaktik der Geschichte am Historischen Seminar der Universität Köln wahr. Von 1989 bis 2002 war er wissenschaftlicher Mitarbeiter der Historischen Kommission bei der Bayerischen Akademie der Wissenschaften (Sektion: Deutsche Geschichtsquellen des 19. und 20. Jahrhunderts). Von 1999 bis 2014 gehörte er als Mitglied der SPD dem Rat der Stadt Bergisch Gladbach an.
Winzen gilt als Experte der wilhelminischen Führungselite und hat drei wissenschaftliche Standardwerke zur spätwilhelminischen Außen- und Innenpolitik verfasst. Für seine Veröffentlichungen (darunter auch zahlreiche Artikel) benutzte er Material aus über dreißig europäischen Archiven. Seine 1977 erschienene Kölner Dissertation über „Bülows Weltmachtkonzept“ brachte es „vom Start weg zum Standardwerk“. Darin vertritt er die seither viel diskutierte „These, daß der deutschen Außenpolitik, zumindest in der Ära des Staatssekretärs des Auswärtigen Amtes und späteren Reichskanzlers Bernhard von Bülow (1897–1909), ein stringentes Konzept zugrunde gelegen habe“. Danach habe Bülow „ein gegen Großbritannien gerichtetes, auf die Niederringung des britischen Weltreiches abzielendes ‚Weltmachtkonzept‘ besessen“. 2013 legte er eine Biographie über den Reichskanzler Bülow (1849–1929) vor, die über ihr engeres Thema hinaus ein Standardwerk zur Geschichte des Kaiserreichs darstellt.

## Werke (Auswahl)
- Die Englandpolitik Friedrich von Holsteins 1895–1901. Phil. Dissertation, Universität Köln, 1975.
- Bülows Weltmachtkonzept. Untersuchungen zur Frühphase seiner Außenpolitik 1897–1901 (= Schriften des Bundesarchivs. Band 22). Harald Boldt Verlag, Boppard am Rhein 1977, ISBN 3-7646-1643-1.
- Persönlichkeiten und Strukturen in der Geschichte (= Tempora. Quellen zur Geschichte und Politik). Ernst Klett Verlag, Stuttgart 1984, ISBN 3-12-490180-0.
- Bernhard Fürst von Bülow: Deutsche Politik. Bouvier Verlag, Bonn 1992, ISBN 3-416-80662-X.
- Das Kaiserreich am Abgrund. Die Daily-Telegraph-Affäre und das Hale-Interview von 1908. Darstellung und Dokumentation (= Historische Mitteilungen der Ranke-Gesellschaft. Beiheft 43). Franz Steiner Verlag, Stuttgart 2002, ISBN 3-515-08024-4.
- Bernhard Fürst von Bülow. Weltmachtstratege ohne Fortune – Wegbereiter der großen Katastrophe (= Persönlichkeit und Geschichte. Band 163). Muster-Schmidt Verlag, Göttingen 2003, ISBN 3-7881-0154-7.
- Das Ende der Kaiserherrlichkeit. Die Skandalprozesse um die homosexuellen Berater Wilhelms II. 1907-1909. Böhlau Verlag, Köln 2010, ISBN 978-3-412-20630-7.
- Freundesliebe am Hof Kaiser Wilhelms II. BOD, Norderstedt 2010, ISBN 978-3-8391-5760-2.
- Im Schatten Wilhelms II. Bülows und Eulenburgs Poker um die Macht im Kaiserreich. SH-Verlag, Köln 2011, ISBN 978-3-89498-261-4.
- Reichskanzler Bernhard von Bülow. Mit Weltmachtphantasien in den Ersten Weltkrieg. Eine politische Biographie. Verlag Friedrich Pustet, Regensburg 2013, ISBN 978-3-7917-2546-8.
- Friedrich Wilhelm von Loebell. Erinnerungen an die ausgehende Kaiserzeit und politischer Schriftwechsel (= Schriften des Bundesarchivs, Band 75). Droste Verlag, Düsseldorf 2016, ISBN 978-3-7700-1633-4.
- Eine „verlorene Schlacht“. Die Daily-Telegraph-Affäre und das Wanken des Hohenzollernthrons im November 1908. Shaker Verlag, Aachen 2018, ISBN 978-3-8440-6106-2.
- Friedrich Wilhelm von Loebell (1855–1931). Ein Leben gegen den Strom der Zeit. Böhlau Verlag, Wien/Köln/Weimar 2019, ISBN 978-3-412-50177-8.
- Quo vadis Afrika? Die demographische Zeitbombe in Subsahara-Afrika – einst Wiege der Menschheit, bald deren Grab? Books on Demand, Norderstedt 2020, ISBN 978-3-7519-6365-7.
- Homosexuality and Politics at the Court of Emperor Wilhelm II, Books on Demand, Norderstedt 2023, ISBN 978-3-7578-4229-1.
- Quo Vadis Africa? The Demographic Time Bomb in sub-Saharan Africa – once the Cradle of Mankind, soon its Grave? Books on Demand, Norderstedt 2023, ISBN 978-3-7578-8006-4.
- Bevölkerungsexplosion in Europa und Kalter Krieg 1904-1914. Zu den Ursachen des Weltkriegsausbruchs. Vandenhoeck & Ruprecht, Göttingen 2024, ISBN 978-3-525-30286-6.
- Homosexualität und Politik im ausgehenden Kaiserreich. Eine unheilige Allianz? De Gruyter-Oldenbourg, Berlin/Boston 2025, ISBN 978-3-11-158695-3.

## Auszeichnungen
- Herzog von Arenberg Preis für Kulturgeschichte, Brüssel 2012 (Für das Werk: Im Schatten Wilhelms II. Bülows und Eulenburgs Poker um die Macht im Kaiserreich.)
- Ehrennadel in Gold der Stadt Bergisch Gladbach, April 2016.